# استراتفرد (کنتیکت)
استراتفرد، کنتیکت (به انگلیسی: Stratford) یک شهرک در کنتیکت است که در کنتیکت واقع شده‌است.

## خصوصیات
استراتفرد ۵۱٫۵ کیلومترمربع مساحت و ۵۲٬۱۱۲ نفر جمعیت دارد و ۱۵ متر بالاتر از سطح دریا واقع شده‌است.